# 慶長之掟書
『慶長之掟書』（けいちょうのじょうしょ）は、1614年（慶長19年）に徳川家康によって普化宗に与えられた掟書とされる文献である。『慶長掟書』、『慶長の掟書』ともいわれる。

## 概要
『慶長之掟書』は、普化宗が江戸幕府からの保護を受けていたという根拠となっている。しかし、その原本は江戸幕府にも、普化宗の各派の本山にも存在しない。また、写本も多くあり、形式としては箇条書きになっているが、条目の数は写本ごとに様々で、写本とも呼べない偽作も多い。
のち、四代将軍家綱の延宝年間に、時の老中である小笠原山城守・板倉石見守・太田摂津守列席の上でこの掟書きが確認されたとして幕末まで続いている。この「延宝の確認」は仙石騒動の際に利用されたが、これは真っ赤な偽物であった。小笠原姓の老中は綱吉時代の長重（佐渡守）と幕末の長行（壱岐守）しかおらず、板倉姓では家綱を補佐した重矩（内膳正）は延宝に改元される前に死んでおり、重種（石見守）のみ条件を満たすが（延宝8年に老中、ただし翌年免ぜられる）、太田姓にいたっては家斉の時代になって初めて資愛（摂津守、備中守）が松平定信の同志として老中に就任しているというありさまである。

## 本文

### 原文[2]
御入国之砌被仰渡候御掟書
一、虚無僧之儀者勇者浪人一時之隠家不入守護之宗門依而天下家臣諸士之席可定置之条可得其意事。
一、虚無僧諸国取立之儀者諸士之外一向坊主百姓町人下賎之者不可取立事。
一、虚無僧諸国行脚之節疑敷者見掛侯時者早速召捕其所江留置国領は其役人江相渡、地領代官所者其村役人江相渡可申事。
一、虚無僧之儀者勇士為兼帯自然敵杯相尋侯旅行依而諸国之者対虚無僧粗相慮外之品又者托鉢に障六ヶ敷義出来侯節ハ其子細相改本寺迄可申達於本寺不相済義者早速江戸奉行所江可告来事。
一、虚無僧止宿者諾寺院或者駅宿村々役所に可旅宿事。
一、虚無僧法冠猥に不可者ト万端可心得事。
一、尋者申付侯節ハ宗門諸流可抽丹誠事。
一、虚無僧敵対申度者於有之者遂吟味兼而断本寺従本寺可訴出事。
一、虚無僧常々木太刀懐剣等心掛所持可致事。
一、諸土提血刀寺内へ駈込依頼者其間起本可抱置若以弁舌申掠者於有之老早速可訴出事。
一、従来宗法出置其段無油断為相守宗法相背者於有之急度宗法可行事。
右の条々相堅守武門之正道不失武者修業之宗門ト可心得者也為其日本国中往来自山差免置処決定如件。
慶長十九年甲寅正月
本多上野介
板倉伊賀守
本多佐渡守

### 現代文
一、虚無僧（普化宗）に関しては、勇士である浪人の一時の隠れ家であり、守護（警察）も入ることのできない宗門（禅宗）である。よって武家の身分である事を理解すべきである。
一、虚無僧を諸国より取り立てる場合は、武士のほか一向坊主、百姓、町人、下賎の者を虚無僧にしてはならない。
一、虚無僧は、諸国を歩き疑わしき怪しいものを見つけたときは、すぐさま捕らえ置き、当地の役人へ引き渡さなければならない。
一、虚無僧は、勇士でもあり仇討ちなどを求める旅をしていることもあり、諸国のものは粗略な無礼な態度をしてはいけない。解決困難なことが起こったならば、子細を取り調べ本寺に報告しなければならない。本寺にて解決しない場合は、奉行所に訴えなければならない。
一、虚無僧は、旅をする場合は諸国の寺院や駅宿の施設に宿泊すること。
一、虚無僧は、法冠（天蓋）をみだりにとってはならない事を全て心得ておかなければならない。
一、犯罪容疑者の捕縛を命ぜられたときは、宗門諸流（普化宗十六派）は、誠意を尽くし人一倍励まなければならない。
一、虚無僧は、仇討ちしたいものがあれば、良く調べ、本寺に許可を得なければならない。
一、武士が血刀を携え虚無僧寺に駆け込むならば、事情を聞き保護をしなければならない。もし、弁舌をもって言い掠めるものがあればすぐさま訴えでなければならない。
一、本寺は、普化宗の規則（宗法）を出して、規則を注意怠ることなく守り、規則を守らないものがあれば、必ず規則に従わせなければならない。
一、虚無僧は、木太刀、懐剣などを心にとめ所持しなければならない。
右の一つ一つの条項を堅く守り、武家としての正しい行いを見失わず、武者修行の宗派と心得なければならない。そのため、日本国中の往来を許可する。このように決定した。
1614年（慶長19年）正月
本多上野介（正純）
板倉伊賀守（勝重）
本多佐渡守（正信）